# Festival Internacional de Cinema de Tòquio
El Festival Internacional de Cinema de Tòquio (TIFF, internacionalment en anglès Tokyo International Film Festival) és un festival de cinema creat el 1985. L'esdeveniment es va dur a terme dues vegades l'any des de 1985 a 1991, posteriorment es dona una vegada l'any. Juntament amb el Festival Internacional de Cinema de Xangai, és un dels festivals de cinema més grans d'Àsia, i l'únic acreditat per la FIAPF.
Els premis lliurats durant el festival han canviat al llarg de la seva existència, però la Tokyo Sakura Grand Prix, lliurat a la millor pel·lícula, s'ha mantingut com el màxim guardó. Altres premis que s'han donat regularment inclouen al millor actor, millor actriu i millor director especial del jurat.
En els últims anys, els principals esdeveniments del festival s'han celebrat al llarg de l'última setmana d'octubre, en el desenvolupament de Roppongi Hills. Els esdeveniments inclouen projeccions a l'aire lliure, projecció de la veu en off, i aparicions dels actors, així com seminaris i simposis relacionats amb el mercat del cinema.

## Guanyadors de la Tokyo Sakura Grand Prix
| Any  | Pel·lícula                             | Director                        | Nacionalitat del director (en el moment de l'estrena) |
| ---- | -------------------------------------- | ------------------------------- | ----------------------------------------------------- |
| 1985 | Typhoon Club                           | Shinji Sōmai                    | Japonesa                                              |
| 1987 | Old Well                               | Wu Tianming                     | Xinesa                                                |
| 1989 | That Summer of White Roses             | Rajko Grlić                     | Iugoslava                                             |
| 1991 | City of Hope                           | John Sayles                     | Americana                                             |
| 1992 | White Badge                            | Chung Ji-young                  | Sud coreana                                           |
| 1993 | The Blue Kite                          | Tian Zhuangzhuang               | Xinesa                                                |
| 1994 | The Day the Sun Turned Cold            | Yim Ho                          | Hong Kong                                             |
| 1995 | Sense premi                            |                                 |                                                       |
| 1996 | Kolya                                  | Jan Svěrák                      | República Txeca                                       |
| 1997 | The Perfect Circle Jenseits der Stille | Ademir Kenovic Caroline Link    | Bòsnia i Hercegovina Alemanya                         |
| 1998 | Abre los ojos                          | Alejandro Amenábar              | Espanyola                                             |
| 1999 | Darkness and Light                     | Chang Tso-chi                   | Taiwanesa                                             |
| 2000 | Amores Perros                          | Alejandro González Iñárritu     | Mexicana                                              |
| 2001 | Slogans                                | Gjergj Xhuvani                  | Albanesa                                              |
| 2002 | Broken Wings                           | Nir Bergman                     | Israeliana                                            |
| 2003 | Nuan                                   | Huo Jianqi                      | Xinesa                                                |
| 2004 | Whisky                                 | Juan Pablo Rebella              | Uruguaiana                                            |
| 2005 | What the Snow Brings                   | Kichitaro Negishi               | Japonesa                                              |
| 2006 | OSS 117: Cairo, Nest of Spies          | Michel Hazanavicius             | Francesa                                              |
| 2007 | The Band's Visit                       | Eran Kolirin                    | Israeliana                                            |
| 2008 | Tulpan                                 | Sergey Dvortsevoy               | Kazakhstana                                           |
| 2009 | Eastern Plays                          | Kamen Kalev                     | Búlgara                                               |
| 2010 | Intimate Grammar                       | Nir Bergman                     | Israeliana                                            |
| 2011 | Intouchables                           | Olivier Nakache i Éric Toledano | Francesa                                              |
| 2012 | The Other Son                          | Lorraine Lévy                   | Francesa                                              |